# Quarantaine-inrichting (Wieringen)

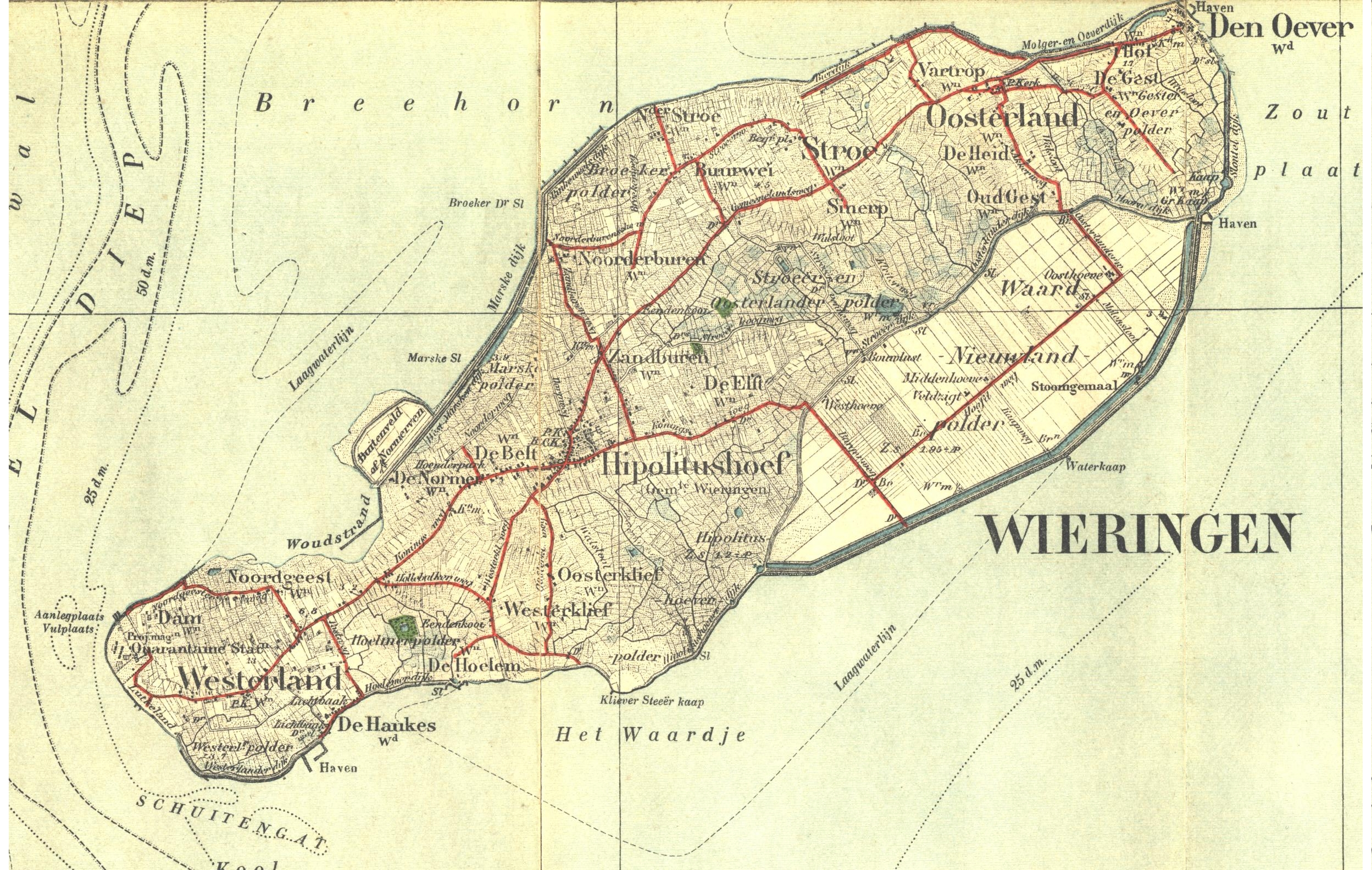
Kaart van het eiland Wieringen met 'Quarantaine-Stat' helemaal linksonder

De quarantaine-inrichting op de zuidwestpunt van Wieringen was een goed af te zonderen plek voor de opvang van zeelieden van de grote vaart en matrozen van de marine in geval aan boord een epidemie was uitgebroken. De quarantaine-inrichting werd gesticht in 1806, de Franse Tijd. Wieringen was in die tijd nog een eiland en leende zich daarmee goed voor een verzorging in afzondering. Het was bovendien handig dat de marinehaven van Den Helder dichtbij was.
De inrichting was aan de landzijde geheel omheind. Er waren enkele barakken geplaatst - door de Wieringer bevolking aangeduid met ‘de pesthuizen’ -  voor de opvang van de zieken en de opslag van besmette goederen. Ook werd er een ziekenhuis gebouwd en werden woningen voor de geneesheer, de intendant en de pakhuismeester geplaatst.
De inrichting heeft niet vaak dienst hoeven doen. In de jaren rond 1825-30 zijn er door uitbraken van cholera in noordoost Europa wel de nodige slachtoffers gevallen. Zij liggen begraven op het kerkhof van Westerland.
De houten barakken werden in 1876 gesloopt en vervangen door een kruitmagazijn met werkplaatsen en een opzichterswoning. Deze zijn op hun beurt tijdens de aanleg van de Amsteldiepdijk (1924) gesloopt om plaats te maken voor de spoorlijn naar Friesland, die er uiteindelijk niet is gekomen.